# Смирин, Виктор Моисеевич
Ви́ктор Моисе́евич Сми́рин (14 августа 1928, Москва — 23 марта 2003, там же) — советский российский историк и филолог, исследователь античной истории и культуры, переводчик, специалист по древнеримской истории, историк римского права. Кандидат исторических наук (1955).

## Биография
Сын историка М. М. Смирина, брат биолога Вл. М. Смирина. Окончил с отличием истфак МГУ в 1951 году.
В 1955 году, после обучения в аспирантуре кафедры истории древнего мира под руководством профессора С. Л. Утченко защитил диссертацию «Диктатура Суллы. (Классовая сущность и историческая роль)».
В молодости работал редактором в Издательстве Академии наук. С 1963 по 2001 год работал в Институте истории АН СССР (институт всеобщей истории). Сотрудник журнала «Вестник древней истории», член редколлегии.
Переводчик Ливия, Цицерона и Теофраста.
Автор более 50 научных публикаций, редактор многих работ.
Гасан Гусейнов, друживший с ним с конца 1970-х, вспоминал, что Смирин был «изумительный знаток русской поэзии, друг Гаспарова и Аверинцева». Любимой его поэтессой была Ольга Седакова.